# Perfect Day (Carla Bruni)
Perfect Day è un singolo della cantante, modella, ex premiere dame Carla Bruni, secondo estratto dall'album French Touch e pubblicato il 6 ottobre 2017 dall'etichetta Universal Music.

## La canzone
La canzone è la cover del famoso brano di Lou Reed pubblicato nel 1972. La versione dell'artista è stata prodotta da David Foster.

## Tracce
Download digitale
1. Perfect Day – 2:58 (testo: Lou Reed)